# Darreh Shahr
Darreh Shahr (persiska: دره‌شهر), eller Dareh Shahr, även translittererat som Darrehshahr, är en stad i Iran. Den ligger i provinsen Ilam, i den västra delen av landet. Darreh Shahr ligger 667 meter över havet och antalet invånare är 24 961.
Staden är administrativt centrum för delprovinsen (shahrestan) Darreh Shahr.